# Crocifissione (Hans Süss von Kulmbach)
La Crocifissione è un dipinto a olio su tavola (167x92 cm) di Hans Süss von Kulmbach, databile al 1511-1514 circa e conservato nella Galleria degli Uffizi a Firenze.

## Storia e descrizione
L'opera è stata a lungo attribuita alla scuola tedesca del XVI secolo per l'impossibilità di decifrare la sigla "MR". Dopo indagini più approfondite (1936) si è scoperto che la firma era stata alterata da "HK", permettendo finalmente l'attribuzione ad Hans Süss von Kulmbach, di cui aveva già peraltro fatto il nome Buchner nel 1928.
La Crocifissione è ambientata in un paesaggio aperto, con influssi italiani. Cristo sulla destra è disposto in alto sullo sfondo celeste e in tralice, mentre con volto sofferente guarda in basso dove si trovano la Madonna, Giovanni evangelista e la Maddalena inginocchiata. A destra poi si vedono, di dimensioni più piccole, il committente con l'armatura, sua moglie e un bambino, tutti in posizione devotamente inginocchiata.
Il paesaggio rimanda alla scuola danubiana, in particolare quella macchia scura e inquietante delle fronde sulla destra a cui fa da contraltare l'apertura paesistica molto profonda a sinistra, con un castello e montagne che si perdono in lontananza, velate dalla foschia.